# Первая опиумная война
Первая о́пиумная война 1839—1842 годов (кит. трад. 第一次鴉片戰爭, упр. 第一次鸦片战争, пиньинь Dìyícì yāpiàn zhànzhēng, палл. Диицы япянь чжаньчжэн; англ. The First Opium War) — военный конфликт между Британской империей и Империей Цин. Целью английских войск была защита торговых интересов Великобритании в Китае и расширение торговли, в первую очередь, опиумом (отсюда название), которой препятствовала цинская политика запрета морской торговли.

## Предпосылки
С самого начала коммерческих отношений между Великобританией и Китаем торговый баланс имел заметный перевес в пользу китайского экспорта. В то время как в Европе китайские товары, в особенности китайский фарфор и шёлк, считались экзотикой и признаком роскоши, политика императоров династии Цин была направлена на изоляцию страны, ограждение её от иностранного влияния. Так, иностранным торговым судам был открыт только один порт Гуанчжоу, а самим торговцам было не только запрещено покидать его территорию, но и даже учить китайский язык. Со стороны Китая торговля с европейцами была разрешена лишь гильдии 12-ти торговцев.
В таких условиях европейцы не имели возможности продавать свои товары в Китае; спросом пользовались лишь русские меха и муранское стекло из итальянской Венеции. Это вынуждало Англию оплачивать свои всё возрастающие закупки китайских товаров драгоценными металлами. Пытаясь восстановить равновесие, английские власти посылали торговые делегации к китайским императорам, но переговоры никогда не приводили к успеху. Ситуацию хорошо описывают слова императора Цяньлуна, сказанные им в 1793 году лорду Маккартни, послу короля Георга III:

Нам никто не нужен. Возвращайтесь к себе. Забирайте свои подарки!
К XIX веку, тем не менее, товар, способный заинтересовать Китай, был найден. Речь шла об опиуме.

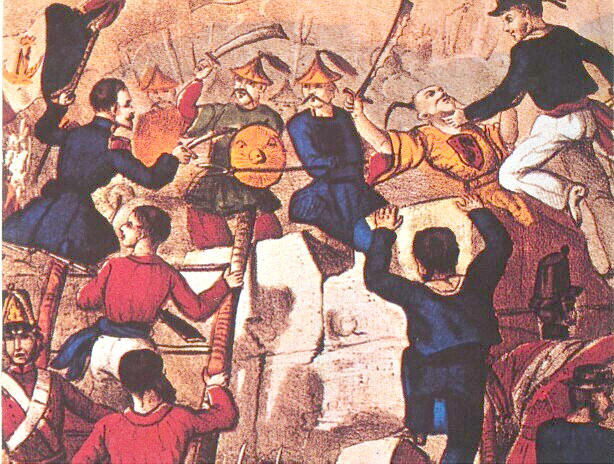
Битва при Гуанчжоу

Несмотря на полный запрет на торговлю и употребление в Китае опиума (императорские декреты 1729 и 1799 годов), Британская Ост-Индская компания, имевшая с 1773 года монополию на закупку бенгальского опиума, в 1775 году нелегально, но очень выгодно для себя продала в Китае 1,4 тонны опиума. К 1830 году объём продаж опиума вырос до 1500 тонн. Невзирая на абсолютную нелегальность этой торговли, она получила полную поддержку британского правительства, чья цель — положительный торговый баланс с Китаем — была достигнута в 1833 году.
В 1834 году под давлением британских торговцев у Ост-Индской компании была отобрана монополия на торговлю с Китаем, что привело к новому буму продажи опиума, и в 1835 году опиум составлял 3/4 всего импорта Китая; импортный опиум курили свыше 2 миллионов человек. В 1838 году объём продажи опиума составил 2000 тонн, миллионы китайцев всех слоёв и сословий были вовлечены в потребление наркотика. По оценке современников, наркоманами стали от 10 до 20 % столичных и от 20 до 30 % провинциальных чиновников; в отдельных учреждениях этим занимались от 50 до 60 % всех должностных лиц. Среди солдат и офицеров курение опиума стало повальным явлением. Китайский народ был почти полностью деморализован.
После отмены монополии Ост-Индской компании английские купцы в Гуанчжоу, объединившись, создали свою торговую палату во главе с крупным торговцем опиумом Дж. Мэтисоном. Последний сразу же направился в Лондон добиваться силового решения проблемы открытия китайского рынка. Активность английского торгового капитала в Китае резко усилилась. Английская буржуазия настойчиво требовала от правительства действенных мер по слому «изоляции» Китая и захвату какого-нибудь острова у его побережья как оплота свободной коммерции (при выборе такового назывался и Тайвань).

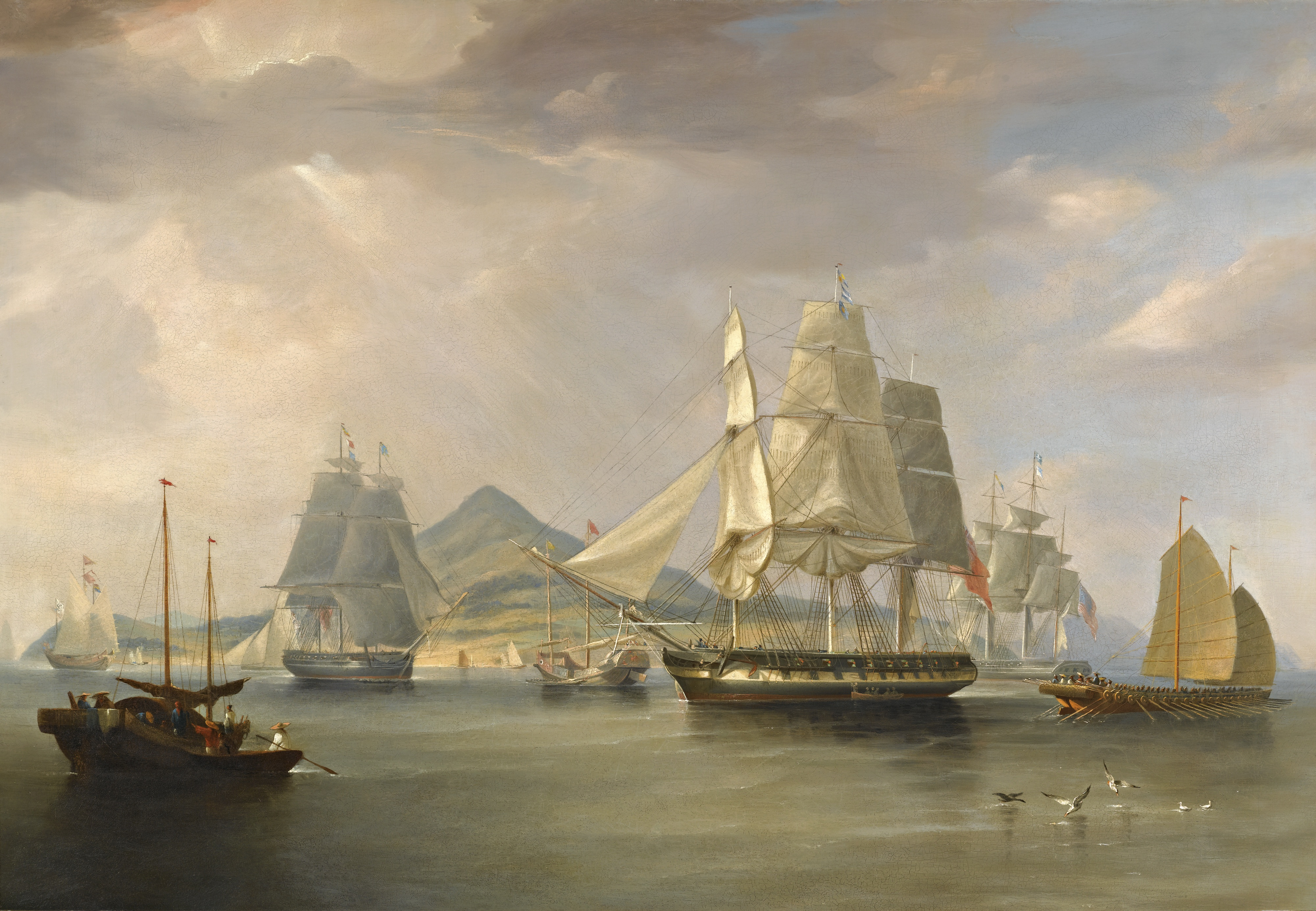
Корабли с опиумом у острова Линдин, Китай. 1824 год. Акватинта Э. Дункана с картины У.Хаггинса, 1838

Деловые круги Лондона всё более подталкивали правительство к силовому решению «китайского вопроса». Было решено провести явочным путём картографическую, коммерческую и военную разведку «закрытого» китайского побережья. Эта задача была возложена на гуанчжоуский совет Ост-Индской компании, а во главе экспедиции поставлен её суперкарго Х. Линдсей. Его корабль, следуя из Калькутты в Японию, якобы из-за непогоды отклонился от курса и был вынужден идти вдоль побережья Китая от одного «закрытого» порта к другому. Невзирая на все запреты Пекина и протесты местных властей, экспедиция Линдсея в 1832 году выполнила свою задачу. Она обследовала порты Сямэнь, Фучжоу, Нинбо и Шанхай, а затем посетила Тайвань.
Летом 1834 года на территорию английской фактории под Гуанчжоу прибыл лорд Уильям Нэпир, назначенный главным инспектором английской торговли в Китае. Нэпир должен был, с одной стороны, изучить перспективы британской торговли в Китае и постепенно наладить дипломатические отношения с Пекином, а с другой — продолжить разведку побережья на случай войны, не вмешиваясь в дела опиумной контрабанды. Несмотря на то, что Англия направила Нэпира как своего торгового и дипломатического представителя, с китайской точки зрения он был всего лишь представителем английских купцов, то есть обладателем слишком невысокого статуса, чтобы сноситься напрямую с наместником Сына Неба. Это во многом предопределило неудачу миссии Нэпира. Его письмо к наместнику Лянгуана было возвращено, а в ответ на отказ переделать письмо в прошение цинская сторона потребовала удаления «дерзкого» из Гуанчжоу. Нежелание Нэпира подчиниться повлекло за собой отзыв в августе и сентябре 1834 года с английской фактории китайского персонала, прекращение подвоза продовольствия и торговое эмбарго. Конфликт между сторонами быстро нарастал. Когда цинские войска блокировали факторию с суши, англичане высадили туда десант и ввели в устье реки Сицзян два фрегата, на что китайские береговые батареи открыли заградительный огонь. Твёрдость цинской стороны, боязнь вызвать вооружённый конфликт и тем самым надолго сорвать коммерцию своих соотечественников заставили Нэпира покинуть китайскую территорию, после чего власти Лянгуана возобновили торговлю.
В конце 1836 — начале 1837 годов произошло новое обострение англо-китайских отношений в Гуанчжоу. Начиная с 1837 года Англия стала постоянно держать в прибрежных водах провинции Гуандун свои корабли. К концу 1830-х годов обстановка на юге Китая всё более накалялась. Лондонский кабинет, и в том числе министр иностранных дел Генри Пальмерстон, окончательно склонились к силовому варианту «открытия» китайского рынка. Нужен был только более или менее убедительный повод. Война конечно начинается из-за торговли опиумом, но китайская армия во время войны принимала опиум, что привело к огромным потерям империи Цин.

## Начало конфликта

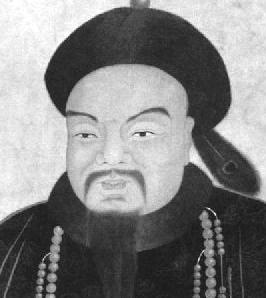
Линь Цзэсюй

Непосредственным поводом к началу военных действий послужила деятельность китайского императорского чрезвычайного уполномоченного Линь Цзэсюя, который в марте 1839 года потребовал от англичан и американцев в Гуанчжоу сдачи всего опиума, а когда те отказались подчиниться — блокировал войсками территорию иностранных факторий и отозвал с них китайский персонал. Опиумоторговцы и суперинтендант британской торговли Чарльз Эллиот  были вынуждены сдать весь запас наркотика — более 19 тысяч ящиков и 2 тысячи тюков, которые были уничтожены по приказу Линь Цзэсюя. Когда оскорблённые англичане переселились в Макао, Линь Цзэсюй разрешил торговать в Гуанчжоу только тем из них, кто давал подписку об отказе провозить опиум. Поскольку англичане демонстративно игнорировали китайские законы, Линь Цзэсюй в августе блокировал нарушителей в Макао и вынудил их перебраться на свои корабли. Упрямством британских конкурентов воспользовались американцы для расширения своей коммерции в ущерб английской. Многие англичане стремились дать требуемые обязательства и отказаться от торговли опиумом в пользу других товаров.

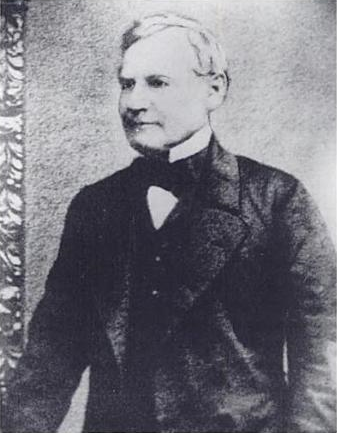
Сэр Чарльс Эллиот

Чтобы не допустить этого, Чарльз Эллиот на свой страх и риск спровоцировал в сентябре и ноябре 1839 года несколько нападений британских судов на китайские военные джонки. Когда это не помогло, англичане согласились дать подписку о неучастии в контрабанде наркотика и прекратили вооружённые столкновения в устье Чжуцзяна. В конечном счёте Линь Цзэсюю удалось расколоть ряды британских и американских дельцов и возобновить внешнюю торговлю, резко сократив сбыт опиума на побережье Гуандуна. Первые успехи вскружили голову императору, и он решил поставить «варваров» на колени, объявив Китай с декабря 1839 года «закрытым» для всех коммерсантов из Англии и Индии. Все британские дельцы, их товары и корабли в январе 1840 года были удалены из Гуанчжоу. В Лондоне «закрытие» китайского рынка сочли благоприятным поводом для войны с Китаем.
Мощное лобби торговцев опиума во главе с Уильямом Джардином заставило британское правительство в апреле 1840 года объявить Китаю войну. В том же месяце флотилия из 40 кораблей, имея на борту 4000 солдат, вышла из Индии в направлении Китая.
Президент США Мартин Ван Бюрен назвал эту войну справедливой.

## Силы сторон

### Силы Великобритании
Британский экспедиционный корпус на момент отплытия из Индии состоял из 4 полков:
- 18-й королевский Ирландский полк — 582 чел.
- 26-й Камеронский Ирландский полк — 806 чел.
- 37-й Герфордширский Ирландский полк — 764 чел.
- 49-й полк — 649 чел.
- Две роты артиллерии (9-фунт. пушки и 12-фунт. гаубицы) — 213 чел.
- Всего — 3014 человек.

Из индийских войск участвовали волонтёры: из армии Бенгальского президентства участвовал Волонтёрский Бенгальский полк (689 чел.), из армии Мадрасского президентства отделение сапёров (324 чел.). Также имелось артиллерийское подразделение — 67 человек, итого индийских частей — 1080 человек.
В целом, сухопутные силы достигали 4094 человека, не считая обслуживающего персонала.

### Силы Цинской империи
На момент начала войны в вооружённых силах империи Цин числилось 220 тысяч человек в составе маньчжурской «восьмизнамённой армии» и 660 тысяч человек в составе набираемых из этнических китайцев «войск зелёного знамени». Эти силы были разбросаны по всей стране, и уже 35 лет (после подавления восстания секты «Учение белого лотоса») не принимали участия в боевых действиях против организованного противника, в лучшем случае выполняя полицейские или контрпартизанские функции.

## Ход войны

Обстрел китайских джонок

Первое боевое столкновение произошло уже 3 ноября 1839 года — обстрел английским флотом китайских судов в устье реки Сицзян. Начало собственно войны задержалось до июля 1840 года, до получения приказа из метрополии и подготовки флота.
Основой тактики английской стороны были манёвры флота (вдоль побережья Восточно-Китайского моря, вверх от дельты Янцзы до Императорского канала), бомбардировка укреплений линейными кораблями с последующим быстрым десантом, а также блокада Императорского канала (одной из главнейших транспортных артерий страны). Все сухопутные действия англичан не отдалялись от моря или рек и велись с поддержкой флота. Основой тактики китайской армии была оборона укреплённых крепостей, оснащённых многочисленной, хотя и устаревшей артиллерией, устройство заграждений на реках (затопление гружёных камнями судов), атаки английского флота брандерами.
В ходе войны английские войска продемонстрировали значительное превосходство своего флота и артиллерии, высокую манёвренность и организацию. Китайские войска, в том числе и элитные маньчжурские отряды, не смогли оказать серьёзного сопротивления, что было вызвано недостаточным владением артиллерией (особенно полевой), слабостью общевойсковой подготовки и низким моральным духом армии. Большинство крупных сражений в ходе войны происходили при относительно небольших потерях со стороны англичан убитыми и ранеными, однако более значительные потери последние несли от жаркого климата и тропических болезней (особенно в частях, прибывших непосредственно из метрополии). Потери китайской армии были значительно больше.

### Начальный этап войны
В июне 1840 года эскадра адмирала Джорджа Эллиота (брат Чарльза Эллиота) с экспедиционным корпусом на борту прибыла в устье реки Чжуцзян и блокировала его. В июле англичане захватили у берегов провинции Чжэцзян архипелаг Чжоушань, учинив там грабежи и насилия. Только после этого в Пекине осознали военную опасность и приняли меры по обороне побережья.

### Нападение Великобритании на столицу
Оставив большинство судов и гарнизон на архипелаге Чжоушань, английская эскадра отплыла на север — в Жёлтое море, поочерёдно блокируя китайские порты. В августе она пересекла Бохайский залив, вошла в устье реки Байхэ и бросила якорь у фортов Дагу, прикрывавших подступы к Тяньцзиню. Император, испуганный появлением «варваров» так близко к Пекину, пошёл на переговоры с Эллиотом. Их вёл Цишань — наместник столичной провинции Чжили. В переданной ему ноте Палмерстона содержались следующие требования: возмещение стоимости уничтоженного опиума, погашение долгов компании «Гунхан» английским коммерсантам, принесение извинений Ч. Эллиоту, передача Англии одного или двух островов у побережья, возмещение Лондону военных расходов. Стремясь как можно скорее удалить «варваров» подальше от Пекина, Цишань обещал адмиралу принять большинство требований, если переговоры будут перенесены в Гуандун. Поверив этим обещаниям, Дж. Эллиот отвёл эскадру на юг.

### Период переговоров

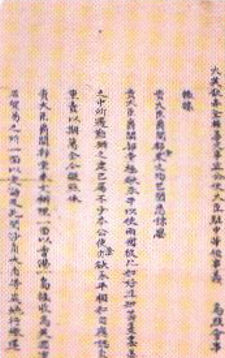
«Чуаньбийская конвенция»

По приказу императора была возобновлена торговля с англичанами, прекращена борьба с опиумом, и со своих постов был снят Линь Цзэсюй, сделанный «козлом отпущения», а позже отправленный в ссылку. В декабре 1840 года в Гуанчжоу возобновились англо-китайские переговоры. На них Цишань, назначенный наместником Лянгуана (в это наместничество входили территории провинций Гуандун и Гуанси) вместо Линь Цзэсюя, принял все требования Пальмерстона, кроме одного — официальной передачи Великобритании острова Гонконг. Тем временем к императору вернулась былая воинственность. Он запретил оплачивать уничтоженный опиум, отдавать «варварам» острова и двинул в Гуандун крупные подкрепления. Тогда англичане в начале января 1841 года взяли штурмом форты Чуаньби, прикрывавшие путь к Гуанчжоу по реке Чжуцзян, и повели наступление на форт Хумэнь. Узнав об этом, император 29 января объявил войну Англии и двинул в Гуандун дополнительные войска. Между тем перепуганный Цишань возобновил переговоры с Ч. Эллиотом и подписал с ним так называемую «Чуаньбийскую конвенцию», удовлетворявшую все требования англичан. В докладе же императору Цишань пошёл на обман, скрыв согласие на уплату денег за наркотики и передачу Англии острова Гонконг, над которым был тут же поднят британский флаг. Когда обман вскрылся, император в бешенстве приказал арестовать предателя. Чуаньбийская конвенция потеряла свою силу.

### Продолжение войны. Выкуп Гуанчжоу и прекращение боевых действий
Война возобновилась, и в феврале 1841 года британские войска штурмом взяли форт Хумэнь, эвакуировав при этом гарнизон с архипелага Чжоушань. Через три месяца племянник императора Ишань, назначенный командующим гуандунскими войсками, стянул из соседних провинций армейские силы, и начал в мае наступление на англичан, кончившееся поражением китайского флота. Противник перешёл в наступление, захватил форты к северу от Гуанчжоу и вынудил войска Ишаня спешно укрыться за его крепостными стенами. Британская артиллерия обстреливала город, где не хватало воды и продовольствия. Пав духом, Ишань 26 мая запросил перемирия, после чего обе стороны подписали «Соглашение о выкупе Гуанчжоу». Оно предусматривало отвод войск от города, выплату англичанам контрибуции и возврат фортов китайцам. По выполнении всех условий Соглашения боевые действия прекратились.

### Подготовка Великобритании к наступлению
В Пекине решили, что война окончилась, и пошли на вывод войск из приморских районов и возобновление англо-китайской торговли. Между тем Лондон не ратифицировал Чуаньбийскую конвенцию, пересмотрев свою стратегию в отношении Китая. Было решено перенести главный удар в район нижнего течения Янцзы и перерезать Великий канал, изолировав тем самым Пекин и Чжили от центральных провинций, то есть от житницы Китая. Затем должен был последовать удар по району Тяньцзинь-Пекин. Из Англии была послана новая эскадра с десантными войсками под командованием дипломата и генерала Г. Поттинджера.

### Десанты Великобритании и зимовка войск в Китае
В августе 1841 года экспедиционные силы прибыли к побережью Фуцзяни, взяли штурмом форты острова Гуланюй у Сямэня и на время овладели самим городом. В сентябре англичане подошли к архипелагу Чжоушань и после шестидневных упорных боёв снова овладели им. Высадившись в провинции Чжэцзян, британские войска в октябре без боя заняли города Чжэньхай и Нинбо, где и расположились на зимних квартирах. Приказом императора в Чжэцзян были стянуты большие силы под командованием Ицзина — императорского племянника. Однако их наступление на позиции «варваров» в марте 1842 года окончилось полной неудачей и деморализовало цинские войска. Ситуация осложнялась появлением в китайских водах военных эскадр США и Франции, а также обострением внутреннего кризиса Цинской империи. В Пекине решили пойти на «умиротворение варваров», но Поттинджер стремился не вести переговоры, а продиктовать волю Лондона после овладения стыком Янцзы и Великого канала.

### Решающее наступление британских войск

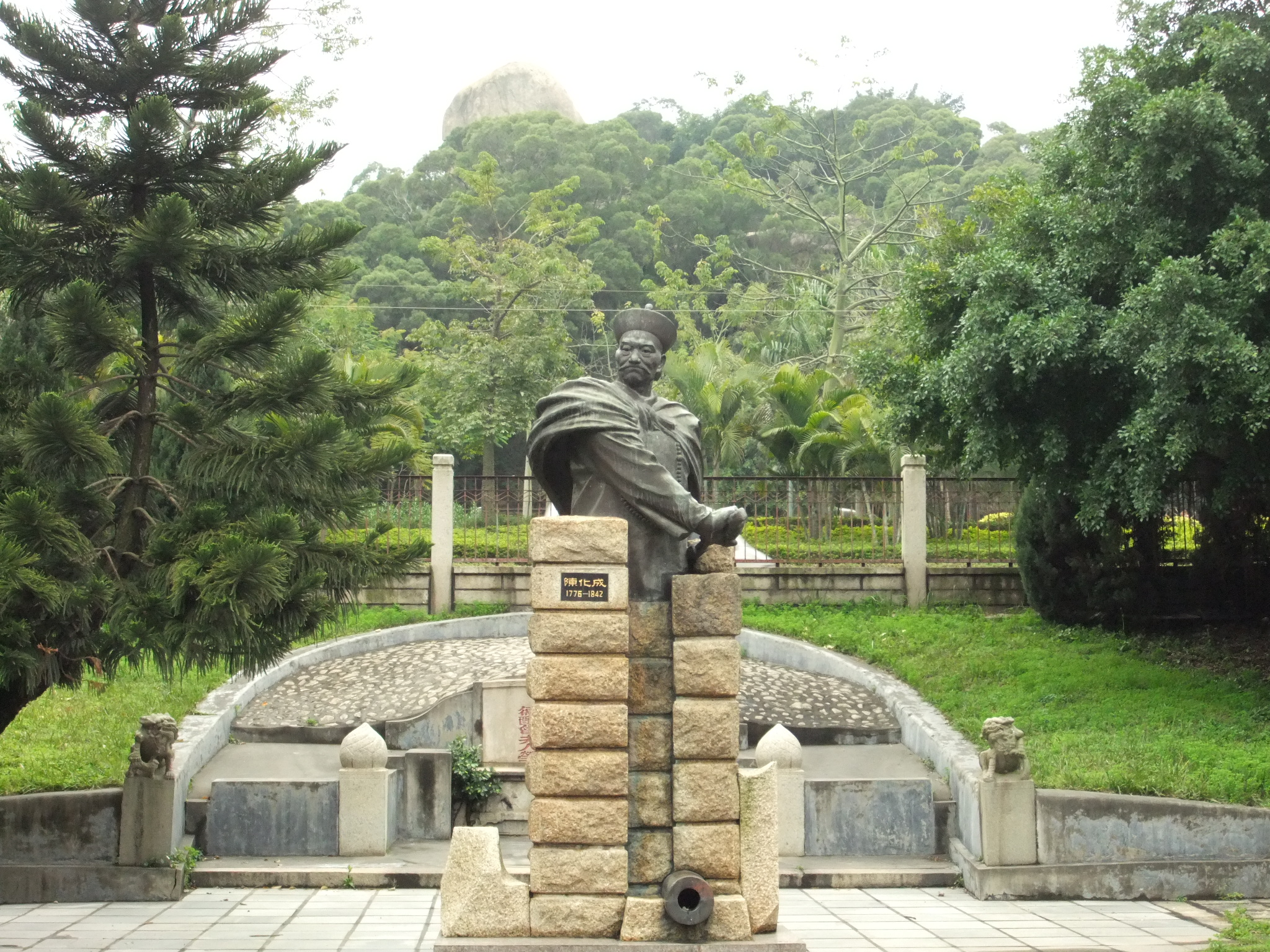
Чэнь Хуачэн, герой обороны Сунцзяна (Усуна)

В мае англичане, после семимесячного пребывания в провинции Чжэцзян, оставили зимние квартиры и, сломив сопротивление гарнизона крепости Чжапу, перенесли боевые действия в провинцию Цзянсу. В июне в ходе упорных боёв они взяли Усун, а Баошань и Шанхай сдались им без единого выстрела. Встретив стойкую оборону у Сунцзяна, экспедиционный корпус двинулся вверх по Янцзы. В середине июля он вышел на пересечение Янцзы с Великим каналом и без боя овладел Гуанчжоу, перерезав основной путь доставки продовольствия в столицу. Затем, после двухдневных кровопролитных боёв и больших потерь, был взят крупный город Чжэньцзян у входа из Янцзы в южную часть канала. Отметая настойчивые просьбы цинских сановников о переговорах, англичане в начале августа подошли к Нанкину, угрожая ему штурмом. Здесь, под стенами южной столицы Китая, Поттинджер фактически продиктовал запуганным чрезвычайным императорским эмиссарам Циину и Илибу условия мира. 29 августа 1842 года на борту английского военного корабля «Корнуэллс» был подписан так называемый «Нанкинский договор».

## Результат войны
Результатом войны стала победа Великобритании, закреплённая Нанкинским договором от 29 августа 1842 года, выплата империей Цин контрибуции в размере 15 000 000 лянов серебра (21 000 000 долларов), передача британцам острова Гонконг и открытие китайских портов для английской торговли.
Первая опиумная война стала началом длительного периода ослабления государства и гражданской смуты в империи Цин, что привело к открытию доступа к внутреннему рынку Китая европейским державам, в частности к легализации импорта опиума через китайские порты. Поток продаваемого британцами в Китай опиума, весьма значительный ещё до войны, ещё больше увеличился, что привело к гигантскому распространению наркомании среди китайцев, деградации и массовому вымиранию китайского населения.

## В кино
- «Тай-Пэн»[англ.] — режиссёр Дэрил Дьюк[англ.] (США, 1986 год).
- «Опиумная война» (Yapian zhanzheng) — режиссёр Се Цзинь (КНР, Япония, 1997).